# Chất lưu
Chất lưu là một chất có thể chịu sự biến dạng liên tục khi tác dụng ứng suất cắt. Tất cả các chất khí và chất lỏng đều là chất lưu. Chất lưu là tập hợp của các trạng thái vật chất bao gồm chất lỏng, chất khí, plasma và đôi khi cũng đúng đối với chất rắn đàn hồi.
Trong cách sử dụng thông thường, "chất lưu" được sử dụng để chỉ "chất lỏng", và không có ngụ ý để chỉ chất khí. Ví dụ, chất lưu dùng để hãm phanh hay còn gọi là "dầu thắng" là một loại dầu thủy lực và nó sẽ không phát huy tác dụng nếu nó ở trạng thái khí.
Chất lỏng tạo ra một bề mặt tự do (bề mặt không phải là hình dạng của vật chứa) trong khi đó khí thì không có bề mặt này. Sự khác biệt giữa chất rắn và chất lưu thì không hoàn toàn rõ ràng. Việc phân biệt được tiến hành thông qua đánh giá độ nhớt của các chất. Silly Putty có thể được xem là có ứng xử giống như chất rắn hay chất lưu, tùy thuộc vào thời gian quan sát biến dạng của nó. Tuy nhiên nó được xem là một chất lưu đàn nhớt. Có một vài ví dụ về chất này nhưng khó phân loại. Trường hợp thú vị nhất đó là hắc ín, các thí nghiệm minh họa về chất này đang được quan sát ở Đại học Queensland.

## Vật lý
Chất lưu thể hiện các tính chất như:
- không kháng lại biến dạng, hoặc có tính khác rất nhỏ (độ nhớt), và
- có thể chảy (cũng như mô tả về khả năng định hình theo vật chứa).

Các tính chất này là một hàm đặc biệt của tính không kháng của chúng để hỗ trợ ứng suất cắt trong cân bằng tĩnh học.
Chất rắn có thể chịu tác động của ứng suất cắt, và ứng suất thông thường, cả hai đều có tính nén và giãn. Ngược lại, chất lưu lý tưởng chỉ có thể chịu tác dụng của ứng suất thường, ứng suất nén hay áp suất. Chất lưu thực sự thể hiện tính nhớt và có thể bị chảy khi chịu tác dụng ứng suất cắt ở nhiều cấp độ khác nhau.

### Mô hình hóa
Trong chất rắn, ứng suất cắt là một hàm của biến dạng, nhưng trong chất lưu, ứng suất cắt là một hàm của tốc độ biến dạng. Một hệ quả của ứng xử này là định luật Pascal, định luật này mô tả vai trò của áp suất đối với trạng thái của chất lưu.
Tùy thuộc vào quan đệ giữa ứng suất cắt, tốc độ biến dạng và đạo hàm của nó, chất lưu có thể được phân loại như sau:
- Chất lưu Newton: ở đây ứng suất tỷ lệ trực tiếp với tốc độ biến dạng, và
- Chất lưu phi Newton: ở đây ứng suất tỷ lệ với tốc độ biến dạng, đạo hàm và hàm mũ của nó cao hơn.

Ứng xử của chất lưu có thể được mô tả theo phương trình Navier-Stokes— một dạng của phương trình vi phân riêng phần dựa trên:
- tính liên tục (bảo toàn khối lượng),
- bảo toàn động lượng,
- bảo toàn mômen động lượng,
- bảo toàn năng lượng.

Nghiên cứu về chất lưu thuộc lĩnh vực cơ học chất lưu, là một nhánh của động học chất lưu và tĩnh học chất lưu tùy thuộc vào chất lưu có chuyển động hay không.